# منبع‌شناسی تاریخ صفاری
منابع تاریخنگاری تاریخ صفاری برگرفته از تاریخ سیستان و تاریخ خلفای عباسی (طبری، مسعودی، یعقوبی، ...) است.
نولدکه در بررسی طراز اول «یعقوب و دودمانش» یادآور می‌شود که منابع مربوط به خاستگاه و اوایل زندگی یعقوب و عمرو پر از تناقض‌گویی و دشواری است. بررسی‌های بارتولد دربارهٔ منابع تاریخ صفاری، وی را بدانجا کشانید که منابع را به دو گروه تقسیم کند. گروه نخست منابع «غربی» بودند و شامل کسانی بودند که معاصر یعقوب و عمرو در سرزمین‌های مغرب سیستان و خراسان بودند. به گفته بارتولد، روایت غربی به دلیل معاصر بودن با رویدادهای مشرق، در ضبط تاریخ رویدادها دقیقتر است، اما چون مؤلف آن در جایی زندگی می‌کرده که با محل وقوع رویدادها فاصله زیادی داشته، آگاهی‌هایی که دربارهٔ اوضاع سیاسی و جغرافیایی مشرق بدست می‌دهد، خواه ناخواه ناقص و مخدوش‌اند. از جمله تاریخ‌نگاران این گروه یکی یعقوبی است، اما هم بارتولد و هم پیش از او آگوست مولر گفته‌اند که اگر چه یعقوبی حدود ۲۶۰ ق/ ۸۷۴ م از مشرق سرزمین‌های خلافت به مرکز آن رفت، با اینهمه اطلاعاتی که از آنجا آورد بسیار اندک است، اما این اطلاعات اندک را در جای دیگر نمی‌توان بدست آورد، مگر پاره‌ای جزئیات تازه دربارهٔ سفرهای جنگی یعقوب به کرمان و فارس. همین امر در مورد طبری که در گزارش دادن این رویدادها به نقل دیده‌های خود می‌پردازد نیز صادق است. ابن خلکان مقاله زندگی‌نامه‌ای بلندی را که در کار او استثنائی است به یعقوب اختصاص می‌دهد و مطالب آن را از چندین منبع مختلف گرفته‌است. ابولحسین عبیدالله عضو خاندان طاهری بود و بنابراین گویا دربارهٔ رویدادهای مشرق که برای خاندان او بسیار مصیبت‌بار بوده‌اند، آگاهی‌هایی فراوان داشته‌است. از جمله منابع ابن خلکان نیز مهمترین منابع غربی، یعنی ابوعبیدالله محمد بن ازهر اخباری است که وی نیز آگاهی‌های خود دربارهٔ تاریخ‌نگار معروف علی بن محمد، معروف به «ابن بسام» بود.
منابعی که به گروه «شرقی» تعلق دارند بر خلاف فی المثل یعقوبی همروزگار اوایل دوره صفاری نیستند، اما در دوره جانشینان صفاریان در خراسان، یعنی سامانیان زندگی می‌کردند. در نتیجه، در بدست دادن تاریخ دقیق رویدادها دقت کمتری دارند، اما در عوض به ذکر جزئیاتی می‌پردازند که در جای دیگر بدست نمی‌آید. گذشته از این دو منبعی که از آن‌ها سخن رفته، ابن خلکان از منبع دیگری به نام سلامی یاد می‌کند که اطلاعات او گه‌گاه با آگاهی‌هایی که منابع دیگر بدست می‌دهند همخوانی ندارد؛ و ابن‌اثیر نیز در تألیف خود هم از کتاب ابن ازهر بهره می‌گیرد و هم از نوشته‌های سلامی. گردیز، مورخ غزنوی نیز از تاریخ ولایت‌های خراسان اسلامی که غالباً از آن نقل‌قول می‌شود، اما خود اثر از میان رفته، استفاده کرده‌است. ابوعلی حسین بن احمد سلامی از کارکنان دستگاه دیوانسالاری سامانی در نیمه یکم سده چهارم هجری / دهم میلادی بود. با توجه به آگاهی احتمالی او دربارهٔ اوایل دوره صفاری، بارتولد حدس زده که وی از وزیران سامانی بود که اندکی پیش از شکست عمرو بن لیث از امیر اسماعیل بن احمد در ۲۸۷ ق / ۹۰۰ م خدمت امیر صفاری می‌کرده‌است. همچنین، گویا که بخش دربارهٔ صفاریان طبقات ناصری، نوشته منهاج بن سراج جوزجانی، مورخ غوریان در سده هفتم هجری/ سیزدهم میلادی در نهایت برگرفته از کتاب سلامی است. منبع واسطه شاید قصص ثانی ابن هیصم بوده‌است. اما دربارهٔ کتاب اخیر چیز دیگری دانسته نیست. همچنین، حکایت متعدد دربارهٔ اوایل دوره صفاری در جوامع‌الحکایات (نظام‌الدین شمار آن‌ها را ۳۷ حکایت می‌داند که نشان‌دهنده سنت شرقی در تازه‌ترین شکل آن در سده هفتم هجری/سیزدهم میلادی است). عوفی منبع چندین حکایت خود را اخبار یعقوب لیث و اخبار آل لیث یاد می‌کند و ناظم حدس زده‌است که این منابع در واقع عناوین بخش‌های مربوط در تاریخ ولایت‌های خراسان بوده‌اند. سرانجام اطلاعاتی که در آثار جغرافی‌نویسانی چون اصطخری و ابن حوقل و مروج‌الذهب مسعودی آمده، از جهت زمینه‌های سال‌شماری، باید از منبعی تعبیت کنند که پیش از اثر سلامی نوشته شده بودند. اصطخری در اثر جغرافیایی خود چنان به توصیف مفصل و جز به جز زرنگ می‌پردازد که گویی خود (یا سلف وی بلخی) به سیستان سفر کرده‌است. مسعودی دربارهٔ آغاز کار یعقوب در کتاب بزرگ خود اخبارالزمان که مروج‌الذهب تلخیص آن است، سخن رانده‌است. متأسفانه مروج از سال‌های زندگی یعقوب به سرعت می‌گذرد و گزارش مفصلی در اینباره بدست نمی‌دهد.
منابع تاریخی موجود دربارهٔ مشرق ایران، چه آنهایی که به عربی نوشته شده‌اند و چه آنهایی که از قرن پنجم هجری/یازدهم میلادی به بعد به فارسی تصنیف گردیدند، کلا با صفاریان خصومت می‌ورزند. بیشتر مورخان بازتابنده محیط اجتماعی سلسله مراتبی و اشرافی خلاف عباسی و امپراتوری سامانیان، غرنویان و سلجوقیان می‌باشند. این مورخان در اصل و نسب پست صفاریان با تحقیر می‌نگرند و آن‌ها را عصیانگرانی می‌دانستند که بر ضد اقتدار قانونی خلفا بپا خاسته بودند، و روی‌هم رفته در نظر آن‌ها صفاریان فراتر از راهزنان نبوده‌اند. ظاهراً امرای نخستین صفاری شخصاً احساسات مذهبی شدیدی نداشتند، اگر چه شواهدی در دست است که آن‌ها از ضرورت جلب رضایت طبقات مذهبی سنت بی‌خبر نبوده‌اند. با وجود این، مورخان بارها آن‌ها را به رفض و مهمتر از همه به همدلی با خوارج متهم کرده‌اند، زیرا فرقه خارجی در سیستان مدتی درازتر از بیشتر بلاد شرقی اسلام دوام آورده بود. در اینکه صفاریان دارای اعتقادات خارجی بوده‌اند، جای تردید است، اما نمی‌توان انکار کرد که یعقوب افواج خارجی را داخل سپاه خود کرده و از قابلیت‌های جنگی آن‌ها بهره برده بود. نظام الملک که دل مشغولی تهدید فدائیان غلات شیعه به ساختمان امپراتوری سلجوقی بوده، یعقوب را حتی اسماعیلی می‌داند. تنها در نوشته‌های مسعودی که با شیعیان همدلی داشت، قابلیت‌های تردیدناپذیر یعقوب به عنوان یک رهبر نظامی مشفقانه ارزیابی می‌شود.
خوشبختانه در تاریخ سیستان که بخش عمده آن را مؤلف سیستانی (به عربی: سگزی) گمنامی در سال‌های سده پنجم هجری/یازدهم میلادی نوشته‌است، مطالبی آمده‌است که دشمنی منابع سنی را بسیار تعدیل می‌کند. مؤلف کتاب وطن‌پرستی محلی زیادی نشان می‌دهد و در دست‌آوردهای یعقوب و عمرو با غرور می‌نگرد. زیرا این امیران، ولایت دوردست و نسبتاً بی‌اهمیت سیستان را برای مدتی مرکز امپراتوری پنهاوری کردند که بر طاهریان غالب آمده و بر خلفای عباسی ترس انداخته بود. تاریخ سیستان از صفاریان در طی دو قرن حیاتشان چنان به تفضیل سخن می‌گوید که می‌توان آن را منحصراً تاریخ صفاریان نامید. تقریباً یک سوم کتاب به تاریخ سیستان و امیرهای صفاری در طی کمابیش ۱۴۰ سال میان به قدرت رسیدن یعقوب و تصرف سیستان به دست غزنویان در سال ۳۹۳ ق / ۱۰۰۳ م اختصاص دارد. گرایش نویسنده ناشناخته این کتاب، خنثی‌کننده سودمند نگرش دشمنانه تقریباً همه منابع دیگر است. این منابع دیگر که در محیط‌های اشرافی و سنی دودمان‌هایی چون سامانیان، غزنویان و سلجوقیان کار می‌کردند، صفاریان را راهزنانی می‌دانستند که درازدستی‌هایی آنان، دودمان محبوبی چون طاهری را در خراسان برانداخت، بنیاد قدرت خلافت در جنوب ایران را سست و لرزان کرد و تنها تلاش بلندپروازانه ایشان برای براندازی دولت سامانیان در ماوراءالنهر پیشروی آنان را متوقف ساخت. نویسندگان سنی وابسته به دستگاه خلافت اتهام همدلی صفاریان با خوارج و استفاده آن‌ها از سپاهیان خارجی را بارها گفته‌اند. اما دست‌کم، این اتهام دومی راست است. وزیر بزرگ، نظام‌الملک توسی که ذهنش را اندیشه تهدید اسماعیلیان و فدائیان ایشان به چهارچوب امپراتوری سلجوقی پر کرده بود، گام را فراتر نهاده حتی یعقوب را از پیروان مذهب اسماعیلی می‌خواند. اما تاریخ سیستان صفاریان را تجسم غرور و میهن‌دوستی محلی می‌بیند، رهبرانی که برای مدتی کوتاه سیستان را مرکز امپراتوری پهناوری کردند که گستره آن از کابل در شرق تا مرزهای عراق در غرب می‌رسید.

## مطالعه بیشتر
- ورهرام، غلامرضا (۱۳۷۱)، منابع تاریخ ایران در دوران اسلامی، تهران: امیرکبیر